# Övermarskalk
Övermarskalk avser i den akademiska världen en ledande funktionär vid akademiska högtider och ceremonier.

## Lunds universitet
Vid Lunds universitet avser titeln den chefstjänsteman vid rektors kansli som har ansvaret för universitetets kultur, traditioner och ceremonier och till exempel genomförandet av doktorspromotioner och professorsinstallationer och andra högtidligheter där universitetet är värd. Vid Lunds universitet innehas befattningen sedan 2008 av Carin Brenner.
Motsvarande befattningshavare finns vid de flesta äldre universitet; vid Uppsala universitet är titeln akademiintendent.

## Uppsala universitet
Vid Uppsala universitet finns det ett antal olika övermarskalkar. Promotionsövermarskalken och Biträdande promotionsövermarskalkarna utses av universitetet att tillsammans med Ceremonimästaren ansvara för genomförandet av doktorspromotionerna. Motsvarande finns vid professorsinstallationerna och andra större högtider.
Studenternas övermarskalk är Uppsalastudenternas högsta ceremoniella företrädare och samordnar studenternas medverkan vid de akademiska högtiderna med hjälp av en biträdande övermarskalk. Dessa utses av Kuratorskonventet i Uppsala, nationernas samarbetsorgan.

## Stockholm Studentkårers Centralorganisation
SSCO:s festverksamhet leds av övermarskalksämbetet som består av två övermarskalkar. Deras uppgifter är att koordinera studentdeltagandet på Nobelfesten samt att arrangera Valborgsfestligheterna i Stockholm för studenterna. Övermarskalkarna ansvarar dessutom för frågor som rör alkoholservering. Övermarskalkarna samordnar även Stockholms studentkårers olika klubbmästerier genom Klubbmästarrådet.